# Bandera de la Ciudad de Buenos Aires
La bandera de la Ciudad Autónoma de Buenos Aires data de 1580, pero fue establecida oficialmente el 24 de octubre de 1995 por el entonces intendente municipal Jorge Domínguez.

## Antecedentes
El 28 de septiembre de 1995 el Consejo deliberante de la Ciudad de Buenos Aires sancionó la ordenanza 49.669 que establecía la bandera de la ciudad. La Ordenanza, presentada por el concejal de la Unión Cívica Radical José M. García Arecha (h) fue promulgada el 24 de octubre de 1995 (Decreto número 1.291).  El artículo 1 de la ordenanza establece como bandera oficial de la ciudad la formada por paño blanco llevando en el centro el escudo creado por Juan de Garay en 1580, integrado por un águila negra coronada, con cuatro aguiluchos y una cruz colorada en su garra derecha, conocida como Cruz de Calatrava por ser el modelo usado por la Orden militar de Calatrava, en España.

## Simbolismo
El águila principal representa la conquista española, la Cruz de Calatrava la evangelización, la corona la monarquía y los cuatro aguiluchos a cuatro ciudades fundadas en esa época: Santa Fe, La Trinidad (Buenos Aires), Corrientes y Concepción del Bermejo.

## Protocolo
Las proporciones de la bandera se establecían en el artículo 2, que fijaba la proporción 9:14 (1,4 metros de largo por 0,90 metros de alto), ubicándose el escudo de forma centrada. La bandera debe lucirse acompañada siempre de la nacional, según establece el artículo 3. Debe estar presente en todos los despachos oficiales de los funcionarios de gobierno local.
El Decreto fue publicado en el Boletín Municipal número 20 157, del 6 de noviembre de 1995.

## Controversia
La bandera ha sido objeto de polémica. Desde entonces se han presentado dos proyectos de legisladores porteños que promueven el reemplazo de la actual bandera de la Ciudad, al considerar que contiene "una simbología monárquica y autoritaria" vinculada "al Imperio español" que no refleja "en absoluto el pensamiento de los habitantes".